# Homoerotyzm

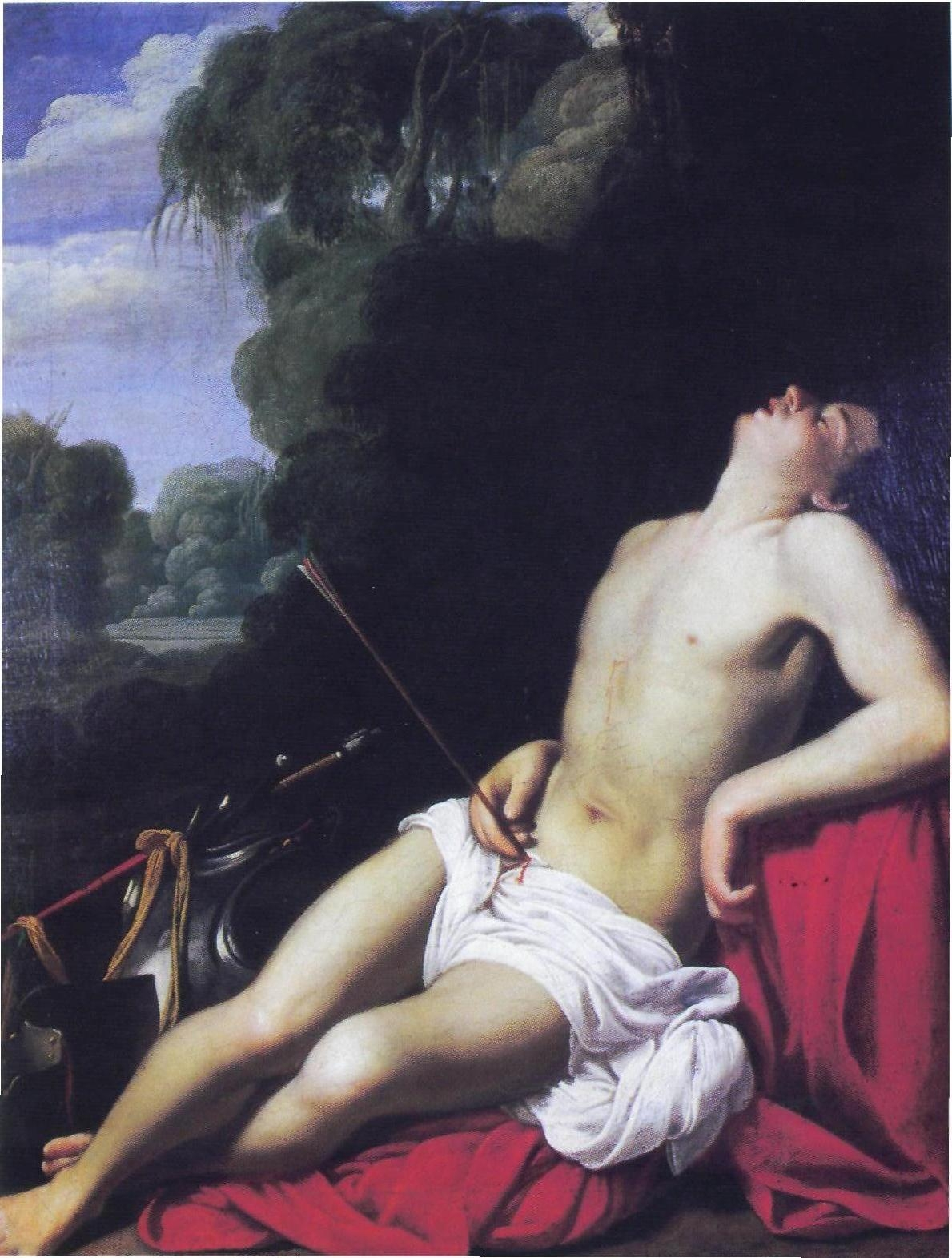
Święty Sebastian, obraz Carla Saraceniego (około 1610–1615), Muzeum Zamkowe w Pradze. Obraz Sebastiana zranionego strzałą często był opisywany jako homoerotyczny.

Homoerotyzm – atrakcyjność seksualna pomiędzy osobami tej samej płci; zarówno pomiędzy mężczyznami, jak i kobietami. Pojęcie różni się od definicji homoseksualizmu, ponieważ odnosi się do pożądania samego w sobie – momentalnego, tymczasowego – natomiast homoseksualizm jest bardziej permanentnym stanem, między innymi identyfikacją z daną orientacją seksualną. Homoerotyzm jest pojęciem znacznie starszym niż dziewiętnastowieczna definicja homoseksualizmu. Był on przedstawiany i opisywany na przestrzeni wieków w sztukach wizualnych i literaturze. Według Oxford English Dictionary, homoerotyczny oznacza „odnoszący się do lub charakteryzujący się tendencją do erotycznych uczuć skupionych na osobie tej samej płci; albo odnoszący się do osoby wykazującej takie zachowania”.
Jest to stworzona stosunkowo niedawno dychotomia, która badana jest od starożytnej poezji do dzisiejszych dramatów przez współczesnych uczonych. Badacze uwzględniali zatem kontekst historyczny dzieł zawierających motyw homoerotyczny, na przykład mitologii greckiej, literatury odrodzenia, obrazów oraz malarstwa wazowego starożytnej Grecji i Rzymu.
Homoerotyzm różni się od samego kontaktu fizycznego z osobą tej samej płci tym, iż może on stanowić inspirację przy tworzeniu kultury. Kilku twórców – takich jak Katullus, Tibullus czy Propercjusz – przyznało, iż ich osobiste doświadczenia były inspiracją przy tworzeniu poezji homoerotycznej.

## Klasyfikacja homoerotyzmu
Termin „homoerotyczny” niesie ze sobą współczesne definicje miłości i pożądania, które z pokrywały się z definicjami tych pojęć używanymi w poprzednich epokach. Jak obecnie wiadomo, termin „homoseksualizm” nie został ostatecznie skodyfikowany aż do połowy XX wieku, choć proces ten rozpoczął się znacznie wcześniej:

Według tego, co podaje Michel Foucault, badacze tacy jak Eve Kosofsky Sedgwick i David M. Halperin dowodzą, iż różnego rodzaju wiktoriańskie debaty publiczne, w szczególności psychiatryczne i prawne, rozwinęły wynalazek lub określenie „homoseksualizmu” jako odrębnej kategorii jednostek, kategorii utrwalanej w publikacjach seksuologów takich jak Richard von Krafft-Ebing (1840-1902) i Havelock Ellis (1859-1939), którzy zapewniali o niemalże patologicznej interpretacji tego zjawiska w dość esencjalnych określeniach. Taka interpretacja homoseksualizmu była powielana przed 1910 w setkach artykułów na ten temat w Holandii, Niemczech i innych krajach. Jednym ze skutków narastającej na ten temat debaty był wniosek, iż homoseksualizm jest profanacją niewinności człowieka, a także skłonnością do demoralizacji i pederastii (Michael M. Kaylor, Secreted Desires, strona 33).

Pomimo stale zmieniających się i nieustannie rozwijanych nowożytnych klasyfikacji homoseksualizmu, osoby tej samej płci nawiązywały bliskie relacje (z których wiele miało charakter zarówno erotyczny, jak i uczuciowy) opierające się o swoje własne zasady. Najsłynniejszym przykładem jest przyjaźń romantyczna udokumentowana w listach XVIII i XIX wieku pisanych pomiędzy mężczyznami lub pomiędzy kobietami (zobacz: Rictor Norton, My Dear Boy: Gay Love Letters through the Centuries, Gay Sunshine Press, 1998). Te romantyczne przyjaźnie – które mogły, choć nie musiały wiązać się z kontaktem seksualnym – charakteryzowały się intensywnym zaangażowaniem emocjonalnym, co współcześni uczeni uznają za podtekst homoerotyczny.

### Estetyzm

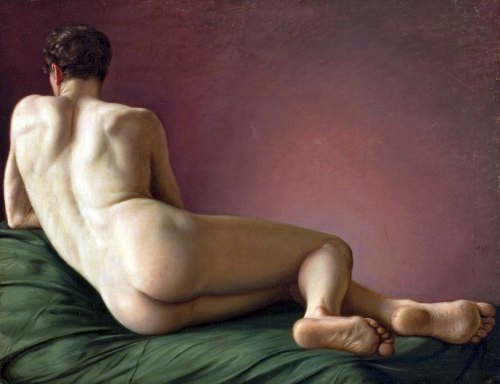
Akt męski, Aleksander Lesser (1837), Muzeum Narodowe w Warszawie. Obraz był pokazywany podczas wystawy sztuki homoerotycznej Ars Homo Erotica.

Thomas Mann w swoim eseju Über die Ehe (niem. O Małżeństwie) napisanym w 1925 twierdzi, iż homoerotyzm jest estetyczny, natomiast heteroseksualizm – prozaiczny.

## Dzieła sztuki

### Homoerotyzm męski
Przykłady męskiego homoerotyzmu widać na przestrzeni wieków: zaczynając od sztuki starożytnych waz greckich i rzymskich pucharów (Puchar Warrena). Wielu włoskich twórców odrodzenia jest uważanych za osoby homoseksualne – na przykład Leonardo da Vinci i Michał Anioł. Dlatego też krytycy oceniają ich twórczość w zakresie męskiego ciała jako homoerotyczną. Bardziej jednoznaczny kontekst erotyczny zawarty jest w twórczości manieryzmu i tenebryzmu XVI i XVII wieku, szczególnie w dziełach Agnola Bronzino, Carla Saraceni i Caravaggia, które były wielokrotnie krytykowane przez Kościół katolicki.
Wiele dziewiętnastowiecznych dzieł malarstwa historycznego z klasycznymi postaciami takimi jak Hiacynt, Ganimedes i Narcyz również można interpretować jako homoerotyczne. Wymienia się takich twórców końca XIX wieku jak Thomas Eakins, Eugène Jansson, Henry Scott Tuke, Aubrey Beardsley czy Magnus Enckell. Wśród twórców współczesnych uwzględnia się Paula Cadmusa i Gilbert & George. Fotografowie artystyczni tacy jak Karl Hammer, Wilhelm von Gloeden, David Hockney, Will McBride, Robert Mapplethorpe, Pierre et Gilles, Bernard Faucon i Anthony Goicolea również mieli znaczący wkład w fotografię homoerotyczną. Mapplethorpe i McBride zasłynęli z pokonywania barier cenzury w sztuce. James Bidgood i Arthur Tress byli w latach sześćdziesiątych XX wieku pionierami radykalnie zmieniającymi homoerotyzm z prostego aktu w twórczość zbliżoną do surrealizmu.
W Azji homoerotyzm męski ma swoje korzenie w tradycyjnej japońskiej sztuce shunga (erotyka). Ma to wpływ na współczesnych twórców takich jak Tamotsu Yatō (fotografia artystyczna), Sadao Hasegawa (malarstwo) czy Gengoroh Tagame (manga).

### Homoerotyzm kobiecy

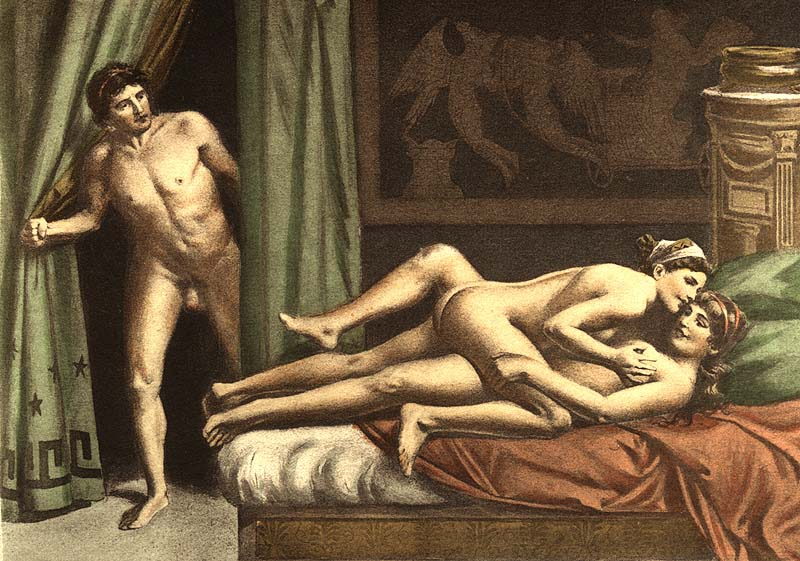
Przykład lesbijskiej erotyki Édouarda-Henriego Avrila.

Homoerotyzm kobiet w historii najbardziej widoczny jest w literaturze i poezji: poezja Safony, nowele Christy Winsloe, Sidonie-Gabrielle Colette, Radclyffe Hall, Jane Rule oraz w filmach typu Dziewczęta w mundurkach. Najbardziej współczesne dzieła z motywem homoerotyzmu kobiecego to głównie fotografia artystyczna, a także literatura Patricka Califii i Jeanette Winterson.
Z reguły sztuka homoerotyzmu kobiecego tworzona przez lesbijki odnosiła mniejszy sukces niż ta tworzona przez osoby heteroseksualne i skierowana do heteroseksualnych odbiorców. Na Zachodzie przykładem może być nowela Carmilla, a jeśli chodzi o film, wymienić można Emmanuelle, Zagadkę nieśmiertelności, Showgirls – przede wszystkim zaś pornografię. Na Wschodzie, szczególnie w Japonii, miłość lesbijska jest tematem podgatunku mangi zwanego yuri.
W wielu dziełach anglojęzycznych lesbijki są przedstawiane jako bardzo seksualne, lecz również drapieżne i niebezpieczne (postacie są często wampirkami), a triumf heteroseksualizmu stanowi najczęściej zakończenie utworu. To ukazuje różnice pomiędzy homoerotyzmem jako produktem kultury masowej a sztuką tworzoną przez gejów i lesbijki.

## Znane przykłady w literaturze i poezji
Najbardziej znanym przykładem wśród kanonów Zachodu są Sonety Williama Szekspira. Jest to dzieło kontrowersyjne, a ponadto wydane w tajemniczych okolicznościach. Dlatego też wielu krytyków kwestionuje ich wiarygodność jako dzieła stworzonego przez samego Szekspira. Żaden krytyk nie ma jednak wątpliwości, iż większość tych sonetów opisuje miłość pomiędzy mężczyznami. Poza Szekspirem, jedynym autorem okresu odrodzenia piszącym w języku angielskim, który nawiązał do miłości między mężczyznami, był Richard Barnfield. W swoich dziełach The Affectionate Shepherd i Cynthia wprost opisywał relacje homoerotyczne. Co więcej, obecnie uznaje się, iż poezja Barnfielda wywarła olbrzymi wpływ na twórczość Szekspira.
Wybitni poeci zawierający w swych dziełach męskie wątki homoerotyczne to na przykład Abu Nuwas, Walt Whitman, Federico García Lorca, W.H. Auden, Fernando Pessoa i Allen Ginsberg.
Lieblingminne und Freundesliebe in der Weltliteratur (1900) autorstwa Elisara von Kupffer oraz An Anthology of Friendship (1902) autorstwa Edwarda Carpentera były pierwszymi mającymi większe znaczenie antologiami homoerotycznymi od czasów greckiej antologii. Po nich wydano jeszcze wiele innych antologii.
Jeśli chodzi o homoerotyzm kobiet, wymienia się Safonę, „Michaela Fielda” i Maureen Duffy. Emily Dickinson adresowała wiele swoich – mających wydźwięk homoerotyczny – wierszy i listów do swojej przyrodniej siostry, Susan Huntington Gilbert.
Znane są również inne listy o zabarwieniu homoerotycznym. Korespondencja między Virginią Woolf a Vitą Sackville-West (członkiniami Grupy Bloomsbury) jest nasycona homoerotyczną treścią wyrażoną w następującym fragmencie listu Vity do Virginii: „Jestem ograniczona czymś, co pragnie Virginii (...). To niewiarygodne, jak bardzo stałaś się dla mnie niezbędna (...). Nie sprawię, żebyś pokochała mnie jeszcze bardziej, wydając swoją tajemnicę w ten sposób, Ale, och, Moja Kochana, nie potrafię być przy Tobie błyskotliwa i powściągliwa: zbyt bardzo Cię kocham, żeby taka być” (21 stycznia 1926).

## Kino
Znane przykłady dzieł to Dziewczęta w mundurkach (1931, Niemcy), The Leather Boys (1964, Wielka Brytania), Skorpion powstaje (1964, Stany Zjednoczone), Nagi urzędnik (1975, Wielka Brytania), Sebastian (1976, Wielka Brytania), Outrageous! (1977, Kanada), Moja piękna pralnia (1985, Wielka Brytania), Maurycy (1987, Wielka Brytania), Summer Vacation 1999 (1988, Japonia), Tajemnica Brokeback Mountain (2005, Stany Zjednoczone), Czarny łabędź (2010, Stany Zjednoczone). Wart uwagi jest również serial produkcji BBC, Nie tylko pomarańcze (1989, Wielka Brytania).